# 富士市議会
富士市議会（ふじしぎかい）は、静岡県の中枢中核市である富士市に設置されている地方議会である。

## 概要

### 任期
4年

### 定数
32人

### 所在地
静岡県富士市永田町1丁目100番地
富士市役所本庁舎9階

### 委員会
- 議会運営委員会
- 議会改革検討委員会
- 議会広報委員会

#### 常任委員会
- 総務市民委員会
- 福祉保健委員会
- 産業教育委員会
- 建設消防委員会
- 予算決算委員会

#### 特別委員会
- ユニバーサル就労推進特別委員会
- 新病院建設特別委員会

### 定例会
- 年4回実施[2]
  - 2月
  - 6月
  - 9月
  - 11月

### 事務局
- 議会事務局

## 会派
| 会派名                    | 議員数 | 所属党派            | 議員名（◎は代表者）                           | 女性議員数 | 女性議員の比率(%) |
| ------------------------- | ------ | ------------------- | --------------------------------------------- | ---------- | ----------------- |
| リスペクトふじ            | 3      | 無所属              | ◎一条義浩 小池智明 植松光徳                   | 0          | 0                 |
| 知行合一                  | 3      | 無所属              | ◎鈴木幸司 吉川隆之 新家大輔                   | 0          | 0                 |
| 心政富士                  | 5      | 自由民主党1 無所属4 | ◎下田良秀 川窪吉男 佐野智昭 藤田哲哉 荻田丈仁 | 0          | 0                 |
| 凜の会・公明党            | 4      | 公明党3 無所属1     | ◎望月昇 高橋正典 井出晴美 萩野基行            | 1          | 25                |
| 民主ふじ                  | 4      | 無所属              | ◎杉山諭 長谷川祐司 山下いづみ 佐藤菊乃        | 2          | 50                |
| 草の根ふじ                | 3      | 無所属              | ◎小池義治 笠井浩 福永意人                     | 0          | 0                 |
| 真政会                    | 4      | 無所属              | ◎太田康彦 稲葉寿利 遠藤盛正 石川浩司          | 0          | 0                 |
| 無会派 (ミラクル富士)     | 1      | 無所属              | 市川真未                                      | 1          | 100               |
| 無会派 （未来の会）       | 1      | 無所属              | 伊東美加                                      | 1          | 100               |
| 無会派 （日本共産党議員） | 1      | 日本共産党          | 笹川朝子                                      | 1          | 100               |
| 無会派 （輝き）           | 1      | 無所属              | 望月徹                                        | 0          | 0                 |
| 無会派 （未来富士）       | 1      | 無所属              | 小野泰正                                      | 0          | 0                 |
| 無会派 （かぐや）         | 1      | 立憲民主党          | 関明美                                        | 1          | 100               |
| 計                        | 32     |                     |                                               | 7          | 21.87             |

## 議員報酬等
| 役職   | 議員報酬        | 政務活動費     |
| ------ | --------------- | -------------- |
| 議長   | 月額 66万0000円 | 月額 3万2000円 |
| 副議長 | 月額 60万0000円 | 月額 3万2000円 |
| 議員   | 月額 53万0000円 | 月額 3万2000円 |

- 別途、年2回期末手当あり
- 政務活動費の残金は市に返還する義務がある
- 議員年金は2011年（平成23年）6月1日で廃止されている

## 定数の推移
「富士市議会議員の定数を定める条例」によって定数が決められている。
- 2008年（平成20年）11月23日合併増員選挙 - 36人→39人
- 2011年（平成23年）4月24日選挙 - 39人→36人
- 2015年（平成27年）4月26日選挙 - 36人→32人

## 議会出身者
- 小長井義正（5代目富士市長・現職）